# Anna Nechayevskaya
Anna Nechayevskaya –en ruso, Анна Нечаевская– (Zaínsk, 21 de agosto de 1991) es una deportista rusa que compite en esquí de fondo.
Participó en los Juegos Olímpicos de Pyeongchang 2018, obteniendo una medalla de bronce en el relevo 4 × 5 km (junto con Natalia Nepriayeva, Yuliya Belorukova y Anastasiya Sedova). Ganó una medalla de bronce en el Campeonato Mundial de Esquí Nórdico de 2019, en la misma prueba.

## Palmarés internacional
| Juegos Olímpicos   | Juegos Olímpicos            | Juegos Olímpicos  | Juegos Olímpicos |
| Año                | Lugar                       | Medalla           | Prueba           |
| ------------------ | --------------------------- | ----------------- | ---------------- |
| 2018               | Pyeongchang (Corea del Sur) | Medalla de bronce | Relevo 4 × 5 km  |
| Campeonato Mundial |                             |                   |                  |
| Año                | Lugar                       | Medalla           | Prueba           |
| 2019               | Seefeld (Austria)           | Medalla de bronce | Relevo 4 × 5 km  |